# Kowal (gmina w guberni warszawskiej)
Kowal (w 1870 roku Kowal-Osada) – dawna gmina wiejska istniejąca przejściowo w XIX wieku w guberni warszawskiej. Siedzibą władz gminy była osada miejska Kowal.
Gmina Kowal powstała 19 maja?/31 maja 1870 w powiecie włocławskim, w związku z utratą praw miejskich przez miasto Kowal i przekształceniu jego w wiejską gminę Kowal w granicach dotychczasowego miasta.
Przez bardzo krótki czas istniały równocześnie dwie wiejskie gminy Kowal, ponieważ gmina Kowal-Wieś istniała już od 1867 roku,
W połowie 1870 roku gminę Kowal-Wieś włączono do gminy Kowal-Osada i odtąd figuruje już jedna wiejska gmina Kowal.
Po I wojnie światowej Kowal stał się ponownie odrębną jednostką administracyjną (gminą miejską) po przywróceniu mu praw miejskich 7 lutego 1919 roku.